# Marion Guillou
 (avril 2024).
Pour les articles homonymes, voir Guillou.
Marion Guillou, née Charpin le 17 septembre 1954 à Marseille, est une haute fonctionnaire française, ingénieure des ponts, des eaux et des forêts, spécialiste de la sécurité alimentaire mondiale. Elle est engagée dans des instances internationales de recherche agronomique ; elle a notamment été présidente-directrice générale de l'Institut national de la recherche agronomique (INRA) de juillet 2004 jusqu'en juillet 2012.
Elle est membre du Haut Conseil pour le Climat, créé en 2018 et placé auprès du Premier ministre.

## Formation
Marion Guillou est née à Marseille. Elle prépare les concours d'écoles d'ingénieurs au lycée Thiers. Polytechnicienne de la promotion X1973, elle effectue ensuite sa spécialisation à l'École nationale du génie rural, des eaux et des forêts (ENGREF, désormais AgroParisTech), avant d'obtenir un doctorat en physico-chimie des bio-transformations à l'Université de Nantes (UA CNRS).

## Sciences et sécurité alimentaires

### Encéphalopathie spongiforme bovine (ESB)
Marion Guillou a été directrice générale de la direction générale de l'Alimentation au ministère de l'agriculture et de l'alimentation de 1996 à 2000. Elle gère la crise de l'encéphalopathie spongiforme bovine (ESB), connue sous le nom de maladie de la vache folle, et a proposé une nouvelle organisation de la sécurité alimentaire française (loi de 1999 sur la sécurité alimentaire),.

### Propositions pour le gouvernement français
Marion Guillou a rendu des propositions pour le gouvernement français sur la recherche (Grenelle de l'Environnement), sur la transition agro-écologique (juin 2013).

## Recherche et enseignement supérieur

### Délégation à la recherche et la technologie
De 1986 à 1989, Marion Guillou a été déléguée régionale à la recherche et à la technologie dans les Pays de la Loire.

### Direction générale de l'INRA
De 2000 à 2012, elle est ensuite directrice générale (2000-2004), puis présidente-directrice générale de l'Institut national de la recherche agronomique, où elle a explicité les priorités des recherches sur l'agriculture, l'alimentation et l'environnement. Elle a élargi le champ des recherches aux problématiques globales, et mis en place des méta-programmes interdisciplinaires, par exemple sur la gestion durable de la santé des cultures.

### Présidence du conseil d'administration de l'École polytechnique
De 2008 à 2013, elle assure la charge de présidente du conseil d'administration de l'École polytechnique. Durant son mandat, l'École polytechnique s'est recentrée sur l'éducation scientifique et technologique, ainsi que la gestion de l'innovation et la coopération avec l'industrie. Il fut aussi décidé de construire un nouveau centre de recherche à l'interface entre la biologie et les sciences de l'ingénierie, et l'organisation et la gouvernance de l'École polytechnique furent réformées.[réf. nécessaire]

### Autres mandats
Elle est membre du conseil d'orientation de l'Institut Montaigne, un think tank libéral,

## Autres postes d'administrateur
Marion Guillou est notamment administratrice de Veolia [rémunération environ 62 000 €/an en 2019 & 2020], et de BNP Paribas, depuis mai 2013, [rémunération environ 100 000 €/an en 2022]

## Distinctions
- Commandeur de l'ordre du Mérite agricole
- Commandeur de l'ordre national du Mérite
- Commandeur de la Légion d'honneur
- Membre de l'Académie des technologies
- Membre de l'Académie d'agriculture (vice-présidente en 2023)
- Docteur Honoris Causa de la Faculté Gembloux Agro-Bio Tech de l'Université de Liège (Belgique) le 09 mai 2007[10]